# Kian Ronan
Kian Ronan (Gibraltar, 9 de marzo de 2001) es un futbolista gibraltareño que juega en la demarcación de centrocampista para el King's Lynn Town F. C. de la National League North.

## Selección nacional
Tras jugar con la selección de fútbol sub-16 de Gibraltar, la sub-17, la sub-19 y con la sub-21, finalmente debutó con la selección absoluta el 5 de septiembre de 2020 en un partido de Liga de Naciones de la UEFA contra San Marino, con un resultado de 1-0 a favor del combinado gibraltareño tras un gol de Graeme Torrilla.

## Clubes
| Club                        | País       | Año       | Partidos | Goles |
| --------------------------- | ---------- | --------- | -------- | ----- |
| Mildenhall Town FC (cedido) | Inglaterra | 2018      | 6        | 0     |
| Manchester 62 F. C.         | Gibraltar  | 2019-2020 | 13       | 6     |
| Lincoln Red Imps F. C.      | Gibraltar  | 2020-2023 | 53       | 9     |
| King's Lynn Town F. C.      | Inglaterra | 2023-     | 66       | 3     |